# منتخب النمسا لكرة الأرض للسيدات
منتخب النمسا الوطني لكرة الأرض للسيدات (بالألمانية: Österreichische Unihockeynationalmannschaft der Frauen)‏ هو ممثل النمسا الرسمي في المنافسات الدولية في كرة الأرض للسيدات.